# 东大街 (平遥)
东大街是平遥古城的一段东西向主干街，西到南大街北端，接西大街，东到亲翰门（下东门）。长571米，宽5米。
金、元、明、清时期，东大街既是交通要道，也是商业街，现仍保留完整的传统格局和独特的历史风貌。大街东端北侧有著名的道教建筑清虚观。

## 著名地点

### 古迹
- 清虚观，东大街109号，全国重点文物保护单位
- 镖局，东大街24号